# Allocnemis flavipennis
Allocnemis flavipennis е вид водно конче от семейство Platycnemididae. Видът не е застрашен от изчезване.

## Разпространение
Разпространен е в Гана, Гвинея, Кот д'Ивоар, Либерия, Сиера Леоне и Того.